# 皮茨維尤 (阿拉巴馬州)
皮茨維尤（英語：Pittsview）是一個位於美國阿拉巴馬州拉塞爾縣的非建制地區。該地的面積和人口皆未知。

## 地理
皮茨維尤的座標為32°11′31″N 85°09′34″W / 32.19194°N 85.15944°W，而該地的平均海拔高度為73米（即238英尺）。